# Edward Robinson (museiintendent)
Edward Robinson född 1 november 1858 i Boston, död 18 april 1931, New York, var en amerikansk arkeolog, konstexpert, författare och museiintendent vid Metropolitan Museum of Art i New York.

## Biografi
Robinson tog examen från Harvard 1879 och tillbringade sedan de fem åren med kompletterande studier, särskilt i Berlin ,3 terminer, och Grekland ,15 månader. Under dessa år  ägnade han främst åt t arkeologi. Efter att han återvänt till USA gifte han sig med Elizabeth Gould i Boston 1881 och samlade sedan en studiesamling av avgjutningar av klassiska och renässanskonst för Slater Memorial Museum i Norwich, Connecticut. Han föreläste om arkeologi vid Harvard University 1893–1894 och 1898–1902, och var sekreterare för konstkommissionen i Boston under 1890–1898.

### Museiarbete
Från 1895 till 1902 var Robinson intendent för klassiska antikviteter i Boston Museum of Fine Arts, och från 1902 var han chef för museet till 1905. Han blev året efter assisterande chef för Metropolitan Museum of Art i New York 1906. När Robinson accepterade arbetet vid Met 1905 anställde han Gisela Richter för att skriva katalogen över de nyförvärvade grekiska vaserna. Han anställde henne på en tjänst året därpå. Robinson och hans assisten Marshall utökade den antika samlingar, med hjälp av den nyinrättade Rogers Fund. Robinson tilldelades uppgiften att autentiseringen Cesnolas cypriotiska samlingar, som var inblandad i en kontrovers. Han efterträdde Sir Caspar Purdon Clarke 1910 när Clarke avgick som direktör. Robinson blev den tredje chefen för muséet. Robinson behöll titeln som curator för klassiska antikviteter till 1925, då han utnämnde Gisela Richter till intendent för klassiska antikviteter. Hon var den första kvinnan som innehade en full intendenttjänst vid Metropolitan. Han ledde museet under 21 år.
Robinsons omorganisation av Metropolitan till olika enheter baserade på material men materialet uppdelat efter historiska perioder, innebar att han moderniserade museet. Hans förvärv av samlingarna Morgan, Havemeyer och Altman visade på hans bredare intresse för konst, även om han i grunden förblev en grekisk antikforskare. Han förberedde många utställningskataloger och bidrog med många artiklar om konst och arkeologiska ämnen för tidskrifter. Han var medlem i många lärda sällskap.